# Fugro
Fugro est une entreprise néerlandaise qui fait partie de l'indice AMX et NEXT 150 et qui fournit des services d'expertise et d'assistance géotechnique dans les domaines de l'exploration et de la production pétrolière et minière, du positionnement, et de la topographie.

## Histoire

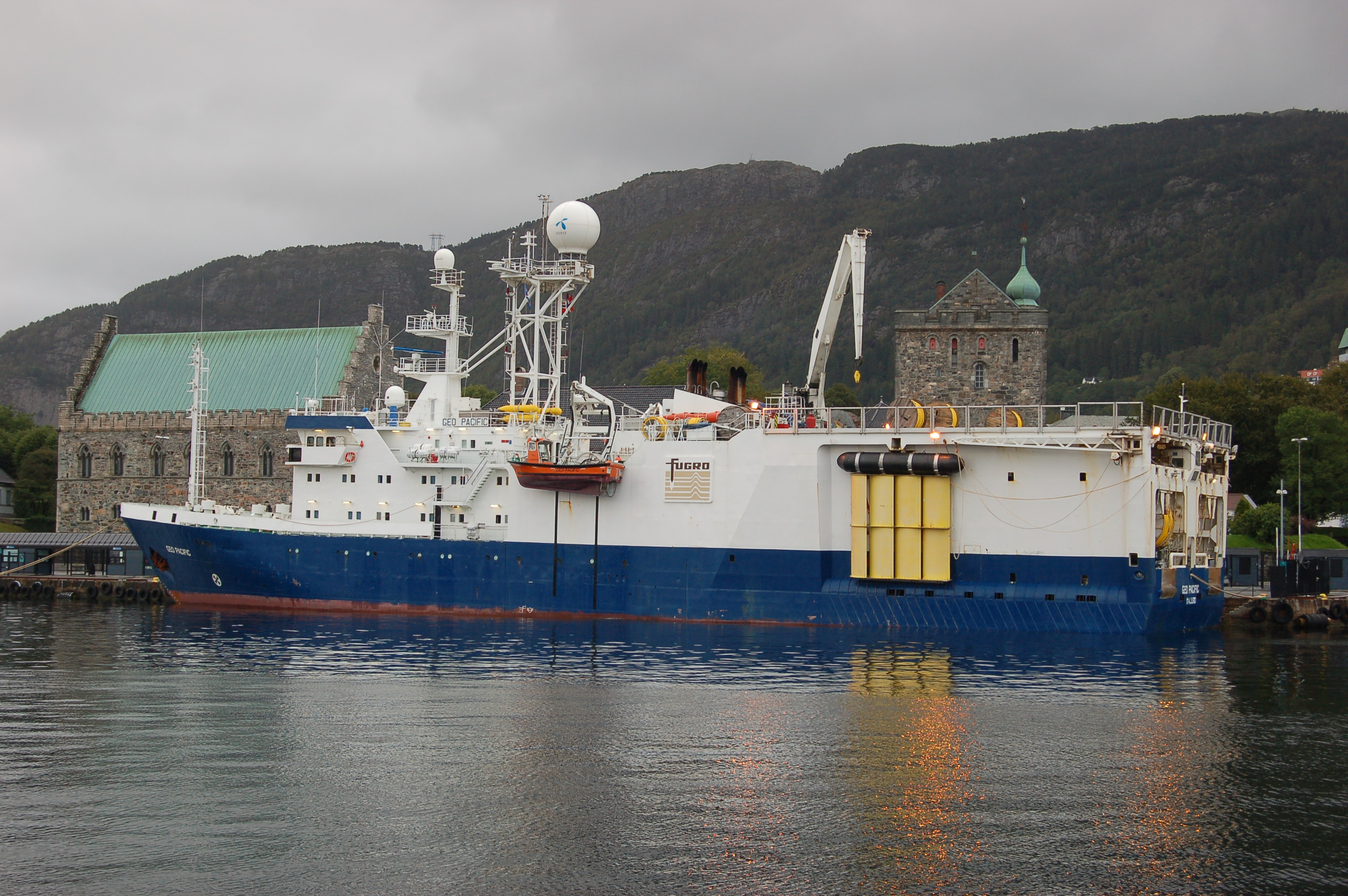
Le navire d'exploration Geo Pacific, l'un des navires de Fugro.

En 1962, le bureau d'étude « Funderingstechniek en Grondmechanica » est créé. Il donnera  par contraction le nom actuel de la société.
En 1987, Fugro acquiert McClelland Engineers, entreprise américaine spécialisée dans les services géotechniques offshore. En 1991, Fugro acquiert John E. Chance & Associates, entreprise américaine spécialisée dans la topographie offshore.
En 1992, Fugro est introduit à la Bourse d'Amsterdam.

## Actionnaires
| Nom                               | Actions   | %     |
| Nnip Advisors                     | 8 466 454 | 10,0% |
| Kiltearn Partners                 | 8 300 677 | 9,81% |
| Lucerne Capital Management        | 4 518 909 | 5,34% |
| Sprucegrove Investment Management | 4 354 493 | 5,15% |
| Fugro (auto-contrôle)             | 3 623 316 | 4,28% |
| Schroder Investment Management    | 2 823 813 | 3,34% |
| Invesco Canada                    | 2 619 965 | 3,10% |
| Vanguard Group                    | 2 195 980 | 2,60% |
| Bnp Paribas Asset                 | 2 139 552 | 2,53% |
| Henderson Global Investors        | 1 676 145 | 1,98% |

Mise à jour au 1 septembre 2019